# بارت (ألمانيا)
بارث ألمانيايا (بالألمانية: Barth, Germany) هي بلدة ألمانية تقع في ألمانيا في مكلنبورغ فوربومرن. يقدر عدد سكانها بـ 8,706 نسمة .

## المدن التوأمة
مدن بريمرفورده، Simrishamn، كووبجك وSimrishamn Municipality هي مدن توأمة لـبارث ألمانيايا.

## أعلام
- ويلهلم هولتز
- مارثا مولر